# Augustyn Piotrowski (wiceminister)
Augustyn Piotrowski (ur. 19 grudnia 1912 w Krakowie, zm. 4 marca 2004) – polski działacz partyjny i państwowy, ekonomista, więzień obozów koncentracyjnych, podsekretarz stanu w Ministerstwie Handlu Wewnętrznego (1967–1972) oraz Ministerstwie Handlu Wewnętrznego i Usług (1972–1975).

## Życiorys
Syn Józefa i Anny. Absolwent Średniej Szkoły Handlowej (1930) i Wydziału Przemysłu Wyższej Szkoły Ekonomicznej w Katowicach (1958). W okresie międzywojennym do 1933 był pracownikiem umysłowym cegielni i browaru w Tarnowie, następnie pomocnikiem w sklepie i fryzjerem w Krynicy. Jesienią 1939 aresztowany, a następnie przetrzymywany w więzieniach w Nowym Sączu i Tarnowie, a od czerwca 1940 do maja 1945 w KL Auschwitz i KL Mauthausen.
W lipcu 1945 powrócił do Polski. Od października 1945 należał do Polskiej Partii Socjalistycznej, od 1948 w szeregach Polskiej Zjednoczonej Partii Robotniczej. W 1945 podjął pracę jako starszy referent i kierownik administracyjny w zarządzie miejskim w Gliwicach, następnie od 1946 do 1947 referent i kierownik działu planowania Dyrekcji Fabryki Sadzy tamże. Następnie do 1953 zajmował stanowiska dyrektorskie w działach administracyjnych Zakładów Produkcji Sody Aktywnej i Centralnego Zarządu Przemysłu Barwników i Półproduktów w Gliwicach. Był p.o. dyrektora Centralnego Zarządu Przemysłu Włókien Sztucznych w Łodzi (1953), dyrektorem naczelnym Centralnego Zarządu Materiałów Górniczych w Gliwicach (1954–1955) i dyrektorem Centralnego Zarządu Przemysłu Tworzyw Sztucznych i Lakierów w tamże (1955–1956). W 1957 został kierownikiem Wojewódzkiego Zarządu Handlu w Katowicach (od 1959 jako Wydział Handlu Prezydium Wojewódzkiej Rady Narodowej w Katowicach).
Zajmował stanowisko podsekretarza stanu Ministerstwie Handlu Wewnętrznego (marzec 1967 – maj 1972) i po przekształceniu w Ministerstwie Handlu Wewnętrznego i Usług (maj 1972 – czerwiec 1975). Następnie skierowany na emeryturę.
Został pochowany na Cmentarzu Komunalnym Północnym w Warszawie.

## Odznaczenia
- Order Sztandaru Pracy II klasy (1969)[5]